# Артоньє
Артоньє (італ. Artogne) — муніципалітет в Італії, у регіоні Ломбардія, провінція Брешія.
Артоньє розташоване на відстані близько 480 км на північний захід від Рима, 90 км на північний схід від Мілана, 38 км на північ від Брешії.
Населення — 3669 осіб (2014).

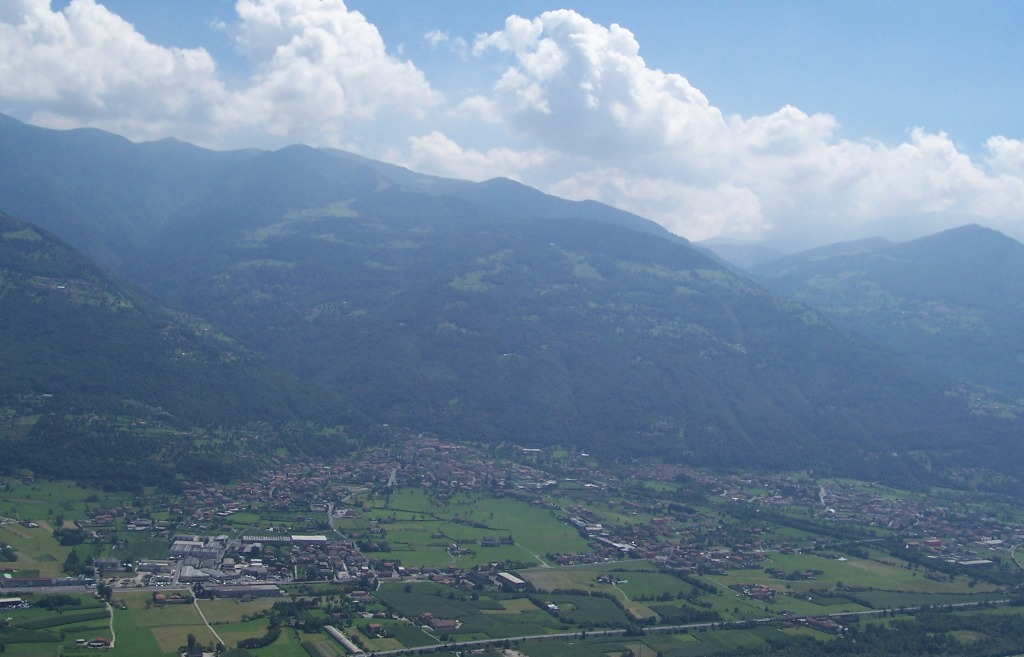

Щорічний фестиваль відбувається 16 вересня. Покровитель — Santi Cornelio.

## Демографія
Населення за роками:

Станом на 1 січня 2023 року в муніципалітеті офіційно проживало 289 іноземців з 27 країн, серед них 150 громадян країн Євросоюзу та 16 громадян України.

## Сусідні муніципалітети
- Бовеньйо
- Дарфо-Боаріо-Терме
- Джаніко
- Пеццаце
- П'ян-Камуно
- Пізоньє
- Роньо

## Міста-побратими
- Courcelles[en], Бельгія (1999)